# Aligot vesper cuallarg
L'aligot vesper cuallarg (Henicopernis longicauda) és un ocell rapinyaire de la família dels accipítrids (Accipitridae). Habita zones boscoses de Nova Guinea i illes d'al voltant, en Aru, Waigeo, Salawati, Batanta, Misool, illes Biak i Yapen. El seu estat de conservació es considera de risc mínim.